# Elitserien i handboll för damer 2013/2014
Elitserien i handboll för damer 2013/2014 var den 25:e säsongen av Elitserien som Sveriges högsta division i handboll för damer.
Säsongen inleddes fredagen den 20 september 2013 med matchen mellan Lugi HF och Önnereds HK och avslutades onsdagen den 19 mars 2014 följt av ett slutspelet där SM-medaljerna delades ut.
Nykomlingar för säsongen 2013/2014 var Skånela IF, som tog den första platsen i Allsvenskan 2012/2013. Kärra HF vann i Elitseriekvalet mot Önnereds HK, men Önnereds HK fick ändå en plats i Elitserien, eftersom H43/Lundagård beslöt sig för att dra sig ur.

## Deltagande lag
Från Elitserien 2012/2013 (7 lag)
- H 65 Höör
- Team Eslövs IK
- Lugi HF
- Skuru IK
- Skövde HF
- IK Sävehof
- VästeråsIrsta HF

Från Elitserie-kval (4 lag)
- BK Heid (kvar i Elitserien)
- Spårvägens HF (kvar i Elitserien)
- Kärra HF (kvar i Elitserien)
- Önnereds HK (upp från Allsvenskan)[2]

Från Allsvenskan 2012/2013 (1 lag)
- Skånela IF (upp från Allsvenskan)

## Tabell
Not: Lag 1-8 till SM-slutspel, lag 9-11 till Elitseriekval, lag 12 åker ned till Allsvenskan 2014/2015.
| Nr | Lag              | S  | V  | O | F  | GM  | IM  | MS   | P  |
| -- | ---------------- | -- | -- | - | -- | --- | --- | ---- | -- |
| 1  | IK Sävehof       | 22 | 22 | 0 | 0  | 752 | 454 | +298 | 44 |
| 2  | Lugi HF          | 22 | 18 | 0 | 4  | 611 | 496 | +115 | 36 |
| 3  | Skuru IK         | 22 | 17 | 1 | 4  | 669 | 525 | +144 | 35 |
| 4  | H 65 Höör        | 22 | 16 | 2 | 4  | 568 | 499 | +69  | 34 |
| 5  | Skövde HF        | 22 | 13 | 0 | 9  | 627 | 590 | +37  | 26 |
| 6  | Team Eslövs IK   | 22 | 9  | 2 | 11 | 546 | 598 | −52  | 20 |
| 7  | Önnereds HK      | 22 | 9  | 1 | 12 | 542 | 604 | −62  | 19 |
| 8  | Spårvägens HF    | 22 | 8  | 0 | 14 | 552 | 647 | −95  | 16 |
| 9  | VästeråsIrsta HF | 22 | 7  | 0 | 15 | 489 | 543 | −54  | 14 |
| 10 | Skånela IF       | 22 | 4  | 0 | 18 | 519 | 681 | −162 | 8  |
| 11 | BK Heid          | 22 | 3  | 0 | 19 | 496 | 610 | −114 | 6  |
| 12 | Kärra HF         | 22 | 3  | 0 | 19 | 547 | 671 | −124 | 6  |

## Slutspelet

### Kvartsfinaler
Kvartsfinalerna spelades i bäst av fem matcher och avgjordes mellan den 2 april och 21 april 2014 där de åtta bästa lagen från Elitserien var kvalificerade. Lag 1 (Sävehof) valde kvartsfinalmotståndare mellan lagen på plats 7 (Önnered) och 8 (Spårvägen). Därefter valde lag 2 (Lugi) motståndare av lagen på plats 6 till 8 och till sist valde lag 3 (Skuru) motståndare mellan lagen på plats 5 till 8. Fyran i serien (H 65 Höör) fick det lag som blev över efter att övriga lag valt sina motståndare.
| Datum                           | Match              | Resultat | Publik |
| ------------------------------- | ------------------ | -------- | ------ |
| IK Sävehof - Önnereds HK (3-0)  |                    |          |        |
| 6 april 2014                    | Önnered - Sävehof  | 24 - 37  |        |
| 10 april 2014                   | Sävehof - Önnered  | 36 - 21  |        |
| 14 april 2014                   | Sävehof - Önnered  | 43 - 25  |        |
| Lugi HF - Spårvägens HF (3-0)   |                    |          |        |
| 6 april 2014                    | Spårvägen - Lugi   | 25 - 38  |        |
| 9 april 2014                    | Lugi - Spårvägen   | 23 - 14  |        |
| 13 april 2014                   | Lugi - Spårvägen   | 30 - 18  |        |
| Skuru IK - Team Eslövs IK (3-0) |                    |          |        |
| 6 april 2014                    | Eslöv - Skuru      | 18 - 32  |        |
| 9 april 2014                    | Skuru - Eslöv      | 27 - 25  |        |
| 13 april 2014                   | Skuru - Eslöv      | 29 - 20  |        |
| H 65 Höör - Skövde HF (3-1)     |                    |          |        |
| 2 april 2014                    | Skövde - H 65 Höör | 24 - 29  |        |
| 10 april 2014                   | H 65 Höör - Skövde | 30 - 22  |        |
| 13 april 2014                   | H 65 Höör - Skövde | 21 - 22  |        |
| 21 april 2014                   | Skövde - H 65 Höör | 21 - 32  |        |

### Semifinaler
Semifinalerna spelades i bäst av fem matcher och avgjordes mellan den 26 april och 18 maj
| Datum                        | Match               | Resultat | Publik |
| ---------------------------- | ------------------- | -------- | ------ |
| IK Sävehof - H 65 Höör (3-0) |                     |          |        |
| 27 april 2014                | H 65 Höör - Sävehof | 24 - 27  |        |
| 7 maj 2014                   | Sävehof - H 65 Höör | 26 - 23  |        |
| 14 maj 2014                  | Sävehof - H 65 Höör | 30 - 18  |        |
| Lugi HF - Skuru IK (2-3)     |                     |          |        |
| 26 april 2014                | Skuru - Lugi        | 23 - 21  |        |
| 4 maj 2014                   | Lugi - Skuru        | 23 - 21  |        |
| 10 maj 2014                  | Lugi - Skuru        | 31 - 26  |        |
| 14 maj 2014                  | Skuru - Lugi        | 27 - 21  |        |
| 18 maj 2014                  | Lugi - Skuru        | 20 - 25  |        |

### Final
Finalen spelades i bäst av en match den 24 maj 2014
| Datum                      | Match                 | Resultat | Publik |
| -------------------------- | --------------------- | -------- | ------ |
| Final i Malmö Arena, Malmö |                       |          |        |
| 24 maj 2014                | IK Sävehof - Skuru IK | 38 - 20  |        |